# Llista d'estats sobirans del 1918

## Estats sobirans

### A
- Alemanya – Imperi Alemany (fins al 9 de novembre)[1]
  -  Alemanya – Imperi Alemany (des del 9 de novembre)
- Alt Asir – Emirat de l'Alt Asir
- Andorra – Principat d'Andorra
- Argentina – República de l'Argentina
- Armènia – República Democràtica d'Armènia (des del 28 de maig)
- Asir – Emirat d'Asir
- Austràlia – Commonwealth d'Austràlia
- Àustria-Hongria – Imperi Austrohongarès (fins al 31 d'octubre)[2]
  -  Àustria – República de l'Àustria Germana (des del 31 d'octubre)
- Azerbaidjan – República Democràtica de l'Azerbaidjan (des del 28 de maig)

### B
- Bèlgica – Regne de Bèlgica
- Bolívia – República de Bolívia
- Brasil – República dels Estats Units del Brasil
- Bulgària – Regne de Bulgària

### C
- Canadà – Domini del Canadà
- Colòmbia – República de Colòmbia
- Costa Rica – República de Costa Rica
- Cuba – República de Cuba

### D
- Dinamarca – Regne de Dinamarca
- República Dominicana

### E
- Equador – República de l'Equador
- Espanya – Regne d'Espanya
- Estats Units – Estats Units d'Amèrica
- Estònia - República d'Estònia (des del 24 de febrer)
- Etiòpia – Imperi d'Etiòpia

### F
- Finlàndia – Regne de Finlàndia
- França – República Francesa[3]

### G
- Geòrgia – República Democràtica de Geòrgia (des del 26 de maig)
- Grècia – Regne de Grècia
- Guatemala – República de Guatemala

### H
- Haití – República d'Haití
- Hijaz – Regne de Hijaz
- Hondures – República d'Hondures
- Hongria – República Popular d'Hongria (des del 16 de novembre)

### I
- Iemen – Regne Mutawakkilita del Iemen (des de l'1 de novembre)
- Islàndia – Regne d'Islàndia (des de l'11 de desembre)[4][5]
- Regne d'Itàlia

### J
- Japó – Imperi del Japó[6]

### L
- Letònia - República de Letònia (des del 18 de novembre)
- Libèria – República de Libèria
- Liechtenstein – Principat de Liechtenstein
- Lituània – República de Lituània (des del 16 de febrer)
- Luxemburg – Gran Ducat de Luxemburg

### M
- Mèxic – Estats Units Mexicans
- Mònaco – Principat de Mònaco
- Montenegro – Regne de Montenegro (fins al 26 de novembre)

### N
- Nicaragua – República de Nicaragua
- Noruega – Regne de Noruega
- Nova Zelanda - Domini de Nova Zelanda

### O
- Imperi Otomà[7]

### P
- Països Baixos – Regne dels Països Baixos
- Panamà – República del Panamà
- Paraguai – República del Paraguai
- Pèrsia – Imperi Persa
- Perú – República Peruana
- Polònia – República de Polònia (des de l'11 de novembre)
- Portugal – República Portuguesa

### R
- Regne Unit – Regne Unit de la Gran Bretanya i Irlanda
- Romania – Regne de Romania
- Russia – República Soviètica Russa (fins al 28 de gener)
  -  Rússia – República Socialista Soviètica Federal Russa (des del 28 de gener)

### S
- El Salvador – República del Salvador
- San Marino – Sereníssima República de San Marino[8]
- Sèrbia – Regne de Sèrbia (fins a l'1 de desembre)
  -  Regne dels Serbis, Croats i Eslovens (des de l'1 de desembre)
- Eslovens, Croats i Serbis – Estat dels Eslovens, Croats i Serbis (des del 28 d'octubre a l'1 de desembre)
- - Regne de Siam
- Sud-àfrica – Unió de Sud-àfrica
- Suècia – Regne de Suècia
- Suïssa – Confederació suïssa

### T
- Terranova – Domini de Terranova
- Txecoslovàquia – República Txecoslovaca (des del 28 d'octubre)[9][10]

### U
- Uruguai – República Oriental de l'Uruguai

### V
- Veneçuela – Estats Units de Veneçuela[11]

### X
- Xile – República de Xile
- República de la Xina

## Estats que proclamen la sobirania
- Alsàcia-Lorraine – Independent Republic of Alsace-Lorena (des de l'11 de novembre al 17 de novembre)
- Banat – República de Banat (des del 31 d'octubre al 15 de novembre)[12]
- Belarús – República Nacional Belarussa (des del 25 de març)
- Dictadura Centrecaspiana – Dictadura Centrecaspiana (des de l'1 d'agost fins al 15 de setembre)
- Donetsk-Krivoy Rog – República Soviètica Donetsk-Krivoy Rog (des del 12 de febrer al 20 de març)
- Idel-Ural – Estat d'Idel-Ural (fins a l'abril)
- Kars – República de Caucàsia sud-occidental (des de l'1 de desembre)
- Komancza – República de Komancza (des del 4 de novembre)
- Lemko-Rusyn – República de Lemko-Rusyn (des del 5 de desembre)
- Moldàvia – República Democràtica de Moldàvia (fins al 9 d'abril)
- Caucas septentrional – República Muntanyosa del Caucas Septentrional[13]
- Tibet – Tibet
- Transcaucàsica – República Federal Democràtica Transcaucàsica (des del 24 de febrer fins al 28 de maig)
- Ucraïna – República Popular d'Ucraïna (fins al 27 de gener)
  -  Estat d'Ucraïna (des del 28 d'abril fins al 14 de desembre)
  -  República Popular d'Ucraïna (des del 14 de desembre)
- Ucraïna Occidental – República Nacional Ucraïnesa Occidental (des del 19 d'octubre)
- Armènia Occidental – Administració per a l'Armènia Occidental (fins al 7 d'abril)